# Jonathan Solís
Jonathan Josué Solís Rivas (21 de agosto de 1993) es un deportista guatemalteco que compite en bádminton. Ganó una medalla de bronce en los Juegos Panamericanos de 2023, en la prueba de dobles.

## Palmarés internacional
| Juegos Panamericanos | Juegos Panamericanos | Juegos Panamericanos | Juegos Panamericanos |
| Año                  | Lugar                | Medalla              | Prueba               |
| -------------------- | -------------------- | -------------------- | -------------------- |
| 2023                 | Santiago (Chile)     | Medalla de bronce    | Dobles               |